# Hakan Orbeyi
Hakan Orbeyi (* 1971 in Großburgwedel) ist ein deutscher Schauspieler.

## Leben
Orbeyi machte zunächst eine Ausbildung zum Tankstellenkaufmann und Speditionskaufmann. Von 1993 bis 1997 arbeitete er als selbständiger Personenschützer. 1998 trat er mit der Popgruppe Loona auf.
Regisseur Lenard Fritz Krawinkel hatte Orbeyi im Herbst 1998 im Foyer eines Kinos in Hannover entdeckt und besetzte ihn für die Hauptrolle in Sumo Bruno.

## Filmografie

### Kinofilme
- 1999: Kanak Attack
- 2000: Sumo Bruno
- 2004: Back to Gaya
- 2004: In 80 Tagen um die Welt
- 2004: Kebab Connection
- 2005: Max und Moritz Reloaded
- 2010: Zeiten ändern dich
- 2012: Klappe Cowboy!
- 2014: Über-Ich und Du
- 2015: Tschiller: Off Duty

### Fernsehen
- 2002: Der gestohlene Mond
- 2003: Alles Atze (Fernsehserie, Folge Der Tiger von Essen-Kray)
- 2005: Drei gegen Troja
- 2005: Nikola (Fernsehserie, Folge Die Heiratsanträge)
- 2010: Spezialeinsatz
- 2010: Oshima (Kurzfilm)
- 2011: Visus – Expedition Arche Noah
- 2012: Doc Fitz – Das Zweite Leben
- 2016: Sense 8 (Netflix-Produktion)
- 2016: Nachtschicht – Ladies First
- 2019–2020: Herz über Kopf (Fernsehserie)

### TV-Produktionen in der Türkei
- Mahlenin Muhtarlari
- Deli Duran
- Belali Baldiz
- Aska Sürgün

## Einzelnachweis
1. ↑  Presseheft Sumo Bruno. (MS Word; 2,6 MB) Archiviert vom Original (nicht mehr online verfügbar) am 15. Januar 2016; abgerufen am 11. März 2011.  Info: Der Archivlink wurde automatisch eingesetzt und noch nicht geprüft. Bitte prüfe Original- und Archivlink gemäß Anleitung und entferne dann diesen Hinweis.

| Personendaten    | Personendaten              |
| ---------------- | -------------------------- |
| NAME             | Orbeyi, Hakan              |
| KURZBESCHREIBUNG | deutscher Schauspieler     |
| GEBURTSDATUM     | 1971                       |
| GEBURTSORT       | Großburgwedel bei Hannover |